# Helen Keller
(Helen Keller, The five-sensed world, 1910)
Helen Adams Keller (Tuscumbia, 27 giugno 1880 – Easton, 1º giugno 1968) è stata una scrittrice, attivista e insegnante statunitense, sordo-cieca dall’età di 19 mesi. È conosciuta per essere stata la prima persona sordo-cieca a essersi laureata. Alla sua vicenda, e a quella dell'istitutrice che le insegnò a interagire con il mondo esterno così da poter affrontare gli studi fino alla laurea, fu dedicato il romanzo Anna dei miracoli (The Miracle Worker), da cui furono tratti sia un film che una rappresentazione teatrale, entrambi con lo stesso nome del romanzo.

## Biografia

### La gioventù

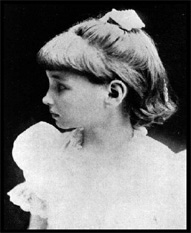
Helen Keller a sette anni

Helen Keller nasce nella tenuta di Ivy Green, vicino Tuscumbia, in Alabama, dal capitano Arthur H. Keller e da Kate Adams Keller. A 19 mesi si ammala gravemente: i dottori descrivono la malattia come "un'acuta congestione dello stomaco e del cervello" (probabilmente scarlattina o meningite). La malattia non dura a lungo, ma la porta alla cecità e sordità totali. Per comunicare con i genitori, la piccola Helen inventa una serie di segni convenzionali (all'età di sette anni, saranno circa 60).
Nel 1886 sua madre Kate resta colpita da un resoconto di Charles Dickens su American Notes, in cui si parla di un tentativo coronato da successo di mandare a scuola una bambina cieca e sorda di nome Laura Bridgman. Kate Keller si reca così da uno specialista a Baltimora, che a sua volta mette in contatto la famiglia Keller con l'esperto locale, Alexander Graham Bell (all'epoca impegnato nella cura di bambini sordi).
Bell suggerisce alla coppia di contattare la scuola dove la piccola Laura Bridgman è stata educata, il Perkins Institute for the Blind (nel sobborgo irlandese di South Boston). La scuola affida il compito di istruire ed educare la piccola Helen ad Anne Sullivan, ex allieva dell'istituto stesso ed essa stessa parzialmente cieca, all'epoca poco più che ventenne. È l'inizio di un rapporto che durerà quasi mezzo secolo.

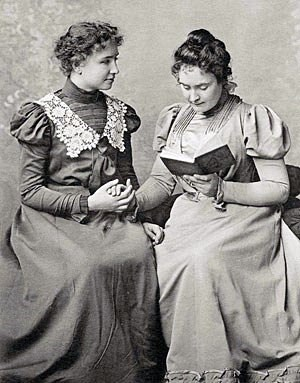
Helen Keller e la sua insegnante Anne Sullivan.

Sullivan, per prima cosa, chiede e ottiene il permesso dal padre di isolare la bambina dal resto della famiglia, vivendo insieme a lei in una dépendance nel giardino di casa. Il primo obiettivo è quello di insegnare la disciplina a Helen, che era stata viziata dai genitori fino a quel momento. Helen fa il primo grande passo in avanti nella comunicazione quando, sentendo dell'acqua fredda scorrere sul palmo della mano, riesce a comprendere il concetto di "acqua". Da quel momento, Helen non smetterà più di chiedere alla sua maestra il nome di tutti gli altri oggetti a lei familiari, compresa la sua amatissima bambola.
Nel 1888 Helen inizia a frequentare la Perkins School for the Blind. Nel 1890 Helen scopre la storia di Ragnhild Kåta, una ragazzina norvegese anch'essa cieca e sorda, che è riuscita a imparare a parlare. Il successo di Raghnild spinge Helen (che all'epoca aveva dieci anni) a imparare a parlare. Anne Sullivan nel frattempo continua a educare Helen attraverso il metodo Tadoma (ovvero, toccare le labbra e il collo di chi sta parlando) e attraverso l'alfabeto manuale. Più tardi Helen Keller imparerà a leggere anche l'inglese, il francese, il tedesco, il greco e il latino in Braille.
Nel 1894 si trasferisce assieme a Anne Sullivan a New York per frequentare la Wright-Humason School for the Deaf. Nel 1898 tornano nel Massachusetts e Helen entra alla The Cambridge School of Weston. Due anni dopo (1900), viene ammessa al Radcliffe College, dove si laurea magna cum laude (1904) all'età di 24 anni. Diventa così la prima persona cieca e sorda a laurearsi in un college.

### L'impegno in politica

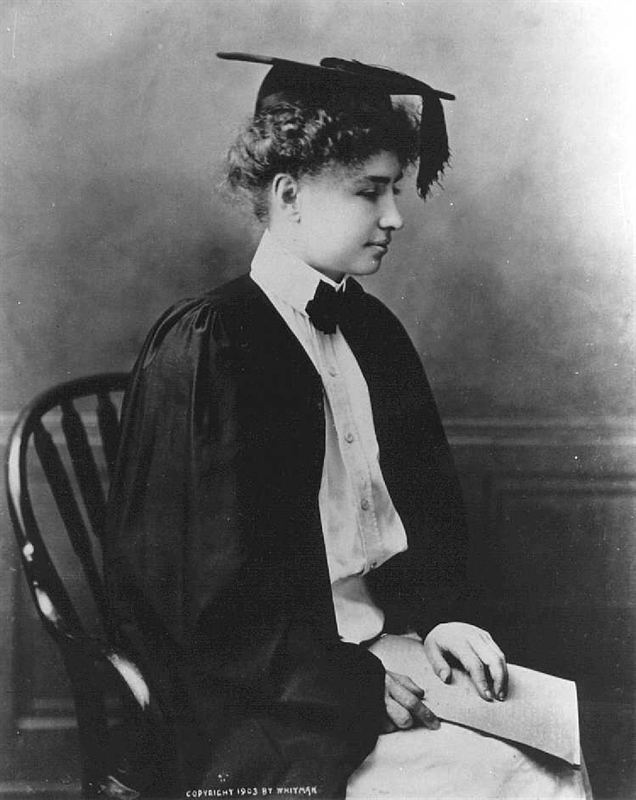
Helen Keller ritratta il giorno della sua laurea.

Nel 1903 pubblica la sua corposa autobiografia The Story of My Life. È il primo di una serie di undici libri e di numerosi articoli a firma Helen Keller, che nel tempo diventa una autrice e oratrice molto famosa in tutto il mondo. Si impegna in numerose cause per i diritti dei disabili e in numerose altre cause progressiste, oltre a essere una suffragetta, una pacifista e una attivista del movimento per il controllo delle nascite.
Nel 1915 fonda l'organizzazione non-profit Helen Keller International per la prevenzione della cecità. Assieme a Anne Sullivan, compie vari viaggi in ben 39 paesi, mostrando particolare predilezione per il Giappone, dove diventa una beniamina. Incontra inoltre tutti i Presidenti degli Stati Uniti, da Grover Cleveland a Lyndon B. Johnson, e diventa amica di parecchie personalità come Alexander Graham Bell, Charlie Chaplin e Mark Twain.
Helen Keller diventa anche membro del Partito Socialista d'America (Socialist Party of America, SPA), partecipando attivamente alle iniziative del partito e scrivendo molti articoli in favore della classe operaia dal 1909 al 1921. Sostiene attivamente anche il candidato del SPA alla presidenza Eugene V. Debs in tutte le sue campagne. Visita spesso i lavoratori, arrivando ad affermare:
Vari editorialisti e commentatori dei giornali, dapprima pieni di elogi per il suo coraggio e la sua intelligenza, iniziano però a porre maggiore attenzione alle disabilità di Helen Keller, dopo che questa adotta posizioni socialiste. L'editore del Brooklyn Eagle arriva a scrivere che:
Keller risponde all'editore, ricordando il giorno in cui si incontrarono (ben prima che egli scoprisse le sue posizioni politiche):

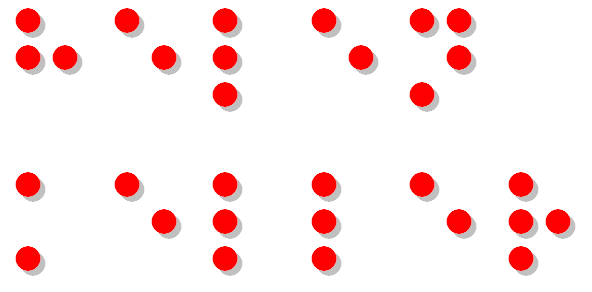
Il nome di Helen Keller in braille.

Temendo che il "socialismo parlamentarista" stesse "affondando nel pantano della politica", Helen Keller aderisce nel 1912 all'Industrial Workers of the World (IWW), un sindacato con ramificazioni in molti Paesi per cui pubblicherà vari articoli fra il 1916 e il 1918. In una intervista rilasciata al New York Tribune, Helen spiega che il suo attivismo in parte deriva dal suo interesse per le disabilità:

### Helen Keller e gli "Akita Inu"
Nel luglio del 1937 Helen Keller visita la prefettura di Akita, in Giappone. Qui chiede notizie su Hachikō, il cane di razza Akita Inu morto nel 1935, esprimendo il desiderio di avere un cane della sua stessa razza. Nel giro di un mese, ottiene in regalo dalla popolazione un cucciolo di Akita Inu chiamato Kamikaze-go, che morirà poco tempo dopo per cimurro. Nel luglio del 1939 il governo giapponese provvede così a regalarle come dono ufficiale il "fratello maggiore" di Kamikaze, Kenzan-go.

Si attribuisce proprio a Helen Keller la prima introduzione negli Stati Uniti di un cane di razza Akita Inu proprio con i suoi due cani, Kamikaze-go e Kenzan-go. Nel 1938 è addirittura creato uno standard per quella razza, che viene presentato in molte manifestazioni canine. Tutte queste attività però si fermarono dopo lo scoppio della Seconda guerra mondiale. Helen Keller così ricorda Kamikaze-go sull'Akita Journal:

### Gli ultimi anni
Nel 1960 viene pubblicato il suo libro Light in my Darkness, in cui Helen Keller sostiene con forza le teorie dello scienziato e filosofo svedese Emanuel Swedenborg. Negli ultimi anni della sua vita, si dedica a raccogliere fondi per la American Foundation for the Blind. Il 14 settembre 1964 riceve dalle mani del Presidente degli Stati Uniti Lyndon B. Johnson la Medaglia presidenziale della libertà, l'onorificenza civile più alta negli Stati Uniti. Helen Keller muore il 1º giugno 1968 nella sua casa di Easton all'età di 87 anni.

## Helen Keller nei media

### Cinema

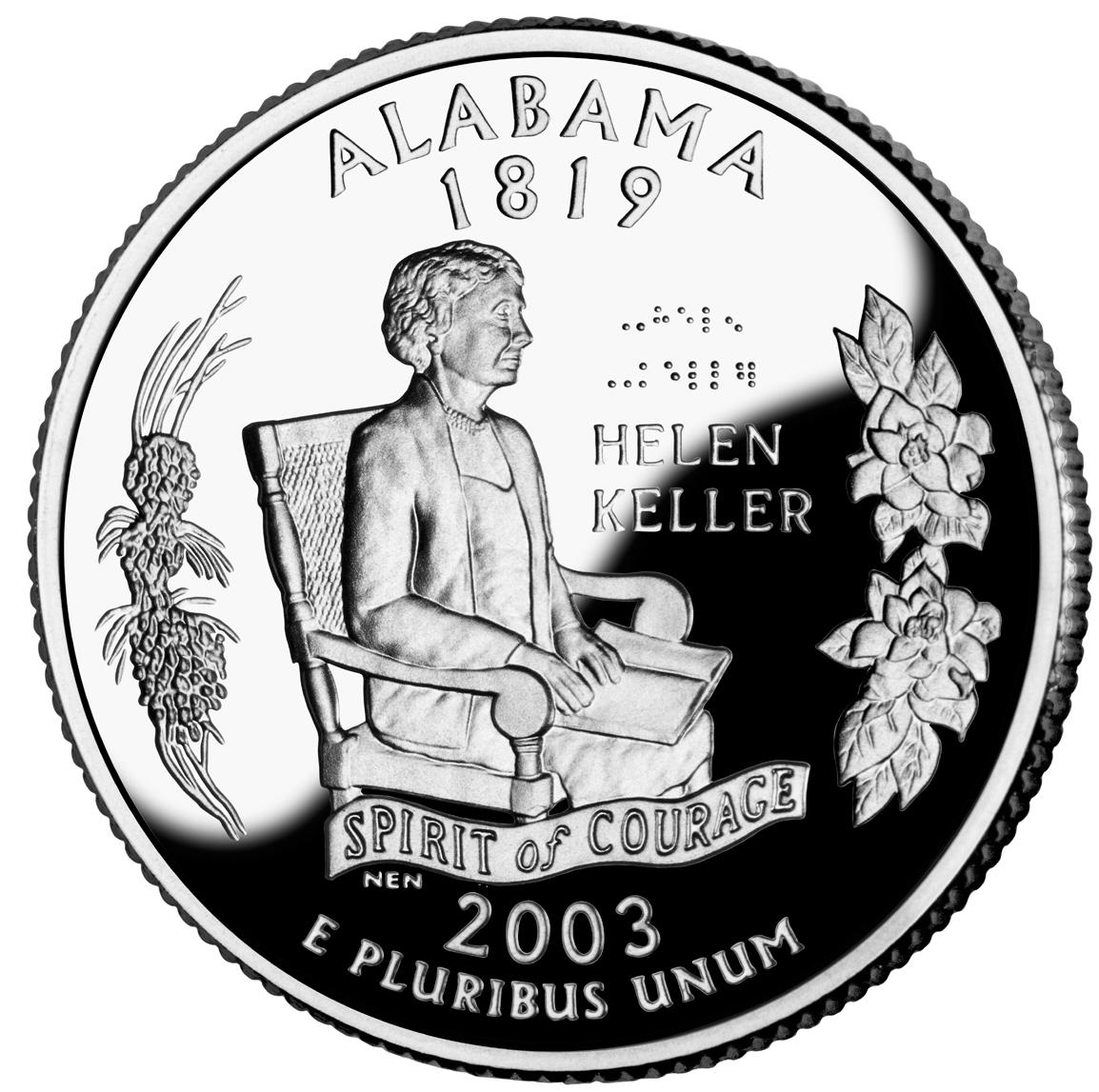
Helen Keller raffigurata in una moneta commemorativa del 2003 dello Stato dell'Alabama.

La storia di Helen Keller ispirò il cinema:
- il primo film muto sulla storia di Helen Keller, Deliverance, viene prodotto nel 1919[6];
- nel 1954 il film Helen Keller in Her Story vinse l'Oscar al miglior documentario
- nel 1962 viene girato un altro film, Anna dei miracoli (titolo inglese: The Miracle Worker), che racconta la storia di Anne Sullivan (interpretata da Anne Bancroft, premiata con l'Oscar alla migliore attrice protagonista) e di Helen Keller (interpretata da Patty Duke, anch'essa premiata con l'Oscar alla migliore attrice non protagonista)[7];
- nel 1968 la RAI realizza e trasmette il film tv dal titolo Anna dei miracoli diretto da Davide Montemurri e interpretato da Anna Proclemer (nella parte di Anne Sullivan) e Cinzia De Carolis (nella parte di Helen Keller), che viene trasmesso il 15 dicembre in prima serata;
- nel 1984 viene trasmesso un film tv dal titolo The Miracle Continues[8], riguardante l'ingresso di Helen al Radcliffe College, che viene considerato un "semi-sequel" di Anna dei miracoli;
- nessuno degli ultimi film prodotti e trasmessi accenna all'impegno politico di Helen Keller. Solo una versione del 2000 prodotta dalla The Walt Disney Company accenna, nei titoli finali, al fatto che è stata «un'attivista per l'equità sociale»;
- anche Bollywood nel 2005 tributa i suoi onori ad Helen Keller con il film Black, che illustra la sua vita dall'infanzia alla laurea;
- sempre nel 2005, la Fondazione Swedenborg ha prodotto un nuovo documentario dal titolo Shining Soul: Helen Keller's Spiritual Life and Legacy, incentrato sul ruolo svolto dalle teorie spirituali di Emanuel Swedenborg nella vita di Keller;
- nel 2020 esce il documentario Her Socialist Smile, del regista John Gianvito. Il documentario è stato presentato alla Viennale (Vienna International Film Festival) nel novembre 2020.

## Tributi
- Nel 2003 l'Alabama, Stato natale di Helen Keller, ha dedicato l'emissione delle monete da 25 centesimi di dollaro alla memoria della scrittrice e attivista. Sempre in Alabama, alla sua memoria è dedicato l'Helen Keller Hospital.
- La vicenda di Helen Keller nonché la performance di Patty Duke nel film del 1962, vengono raccontate anche nel manga Il grande sogno di Maya, scritto e disegnato da Suzue Miuchi: la protagonista, una giovane attrice in carriera, recita la parte della giovane sordo-cieca in uno spettacolo teatrale.
- Viene citata anche nei film Rocky, Clerks II e Ancora Auguri per la Tua Morte.
- Viene citata anche nell’episodio 23 della prima stagione de “L’Uomo Tigre”.
- Viene citata anche nel romanzo Kitchen della scrittrice giapponese Banana Yoshimoto.
- Nel 2013 Dj Khaled pubblica una canzone intitolata Helen Keller